# La Galerie Électorale de Dusseldorff

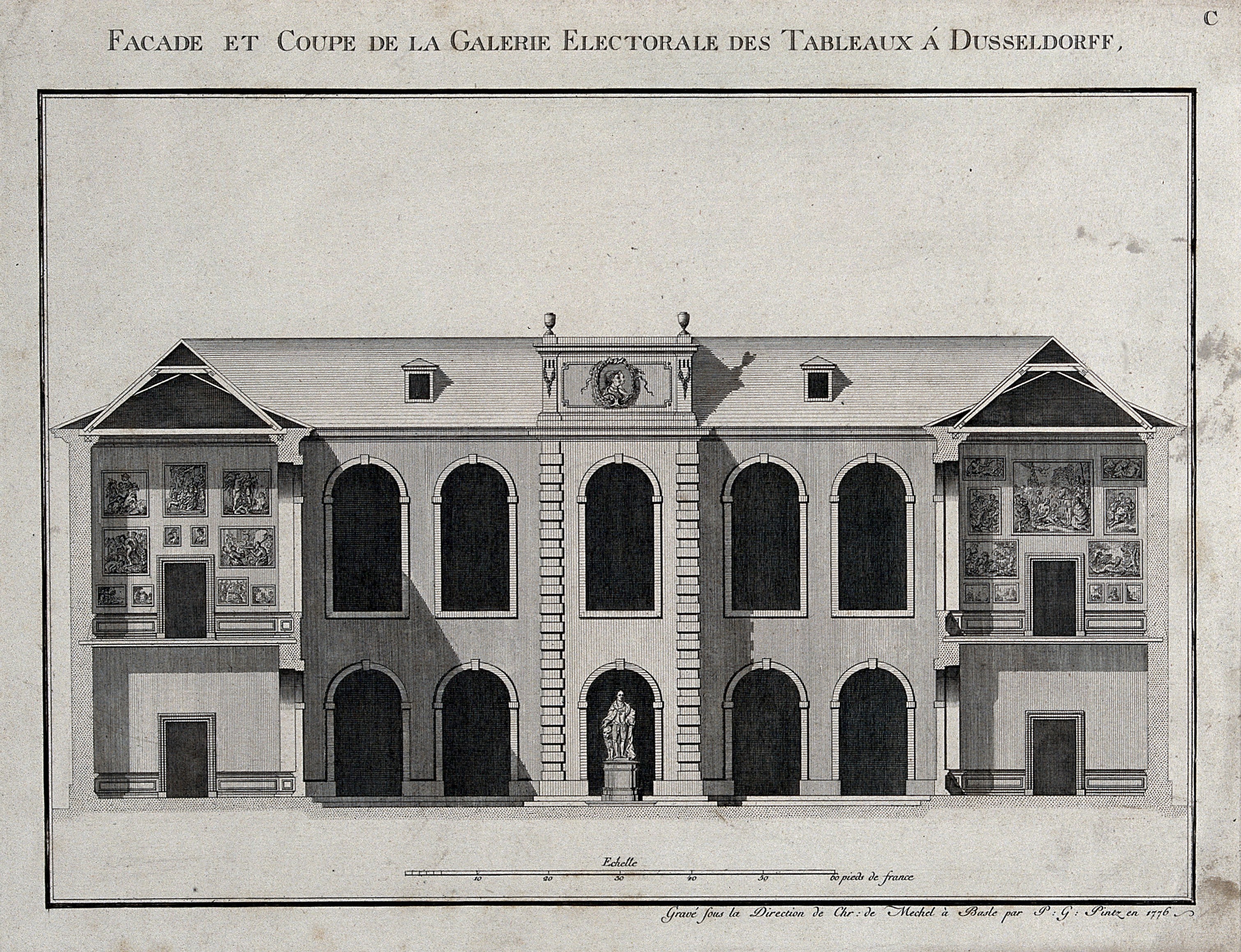
La Galerie Électorale de Dusseldorff, 1778 – Fassadenaufriss und Schnitt durch die Flügel der Gemäldegalerie Düsseldorf

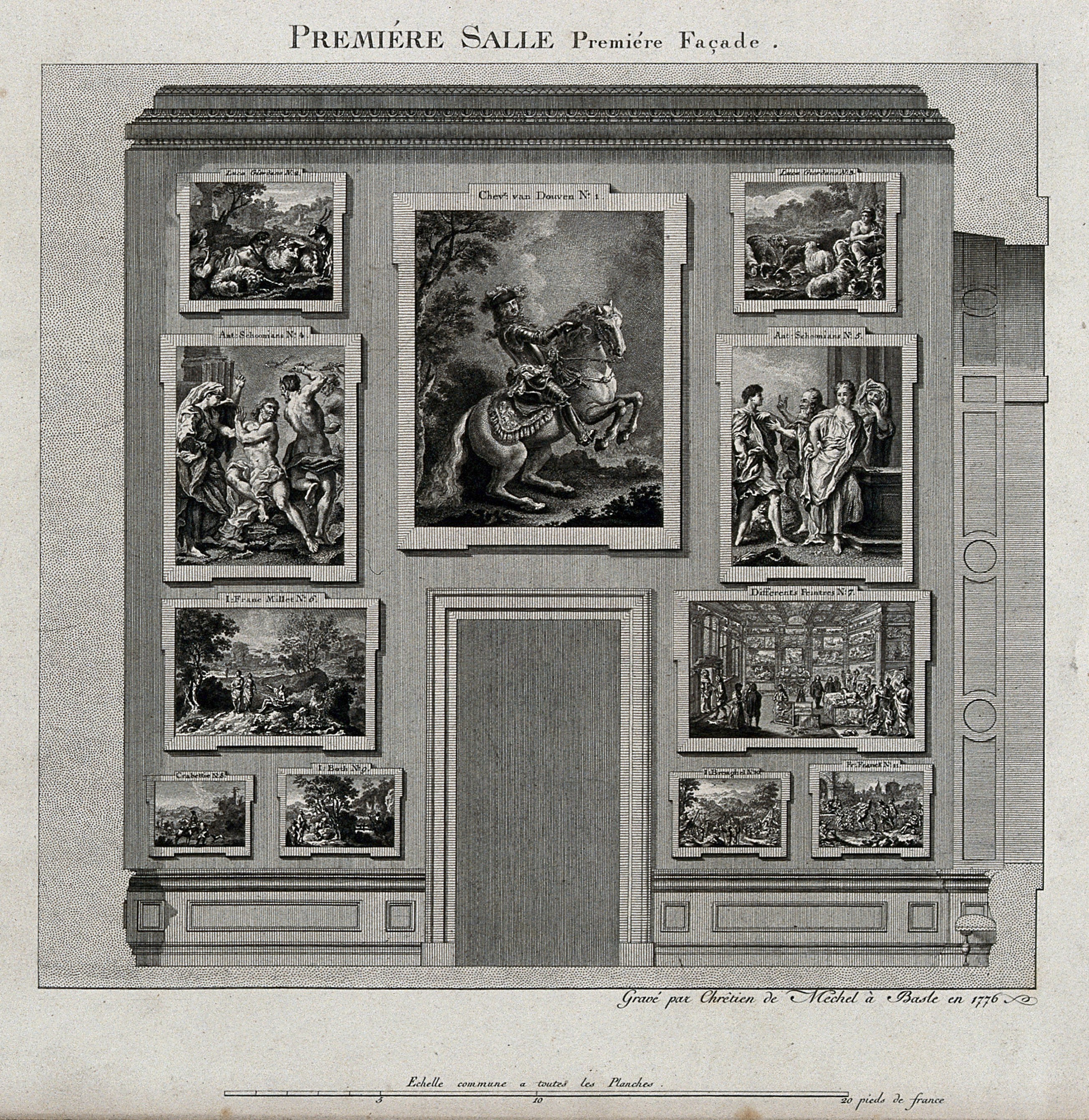
Darstellung von Wand 1 in Saal 1, in der Mitte das Reiterbildnis des Kurfürsten Johann Wilhelm von der Pfalz von Jan Frans van Douven, 1703

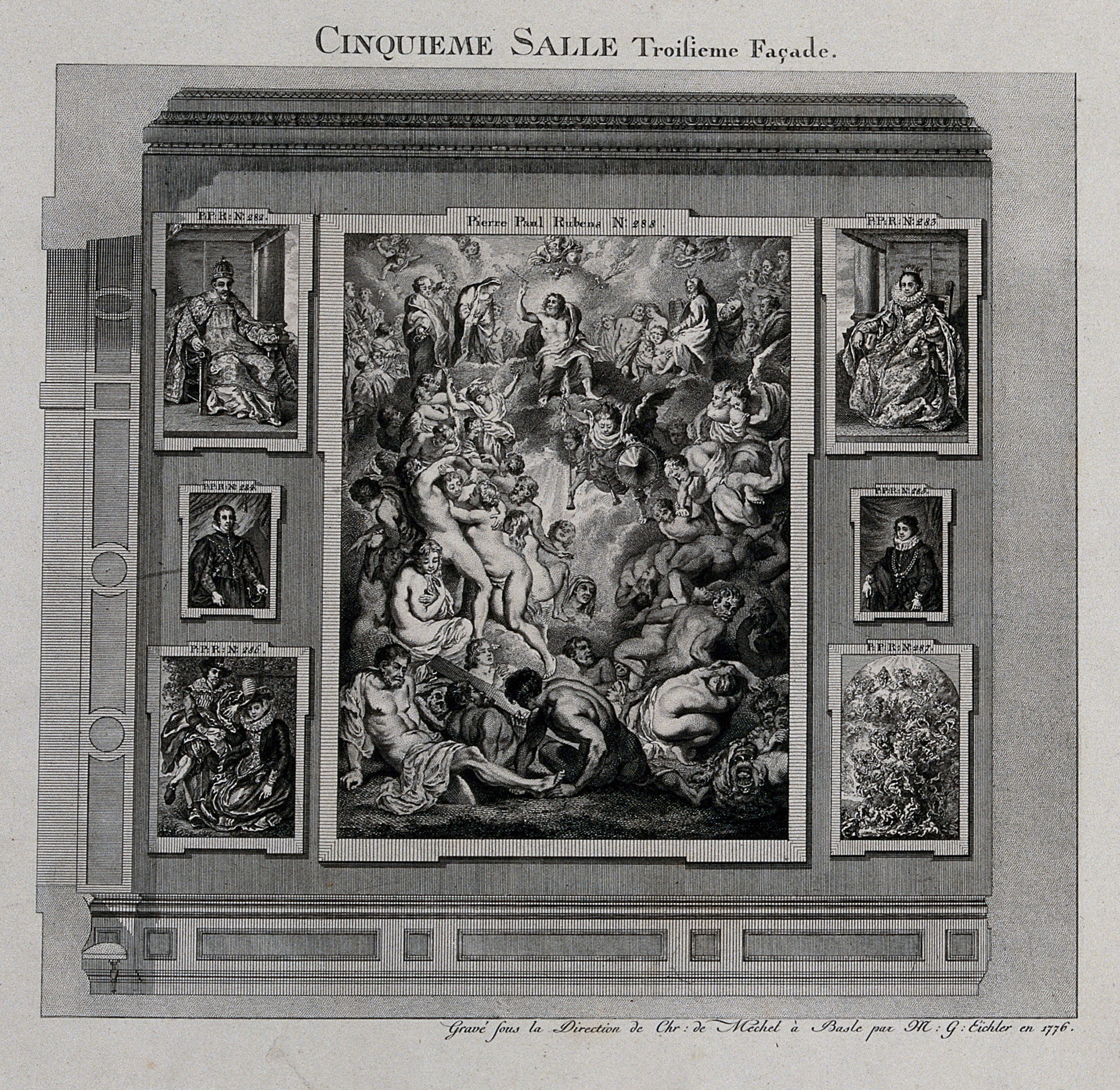
Darstellung von Wand 3 in Saal 5, in der Mitte Das Große Jüngste Gericht von Peter Paul Rubens, 1617

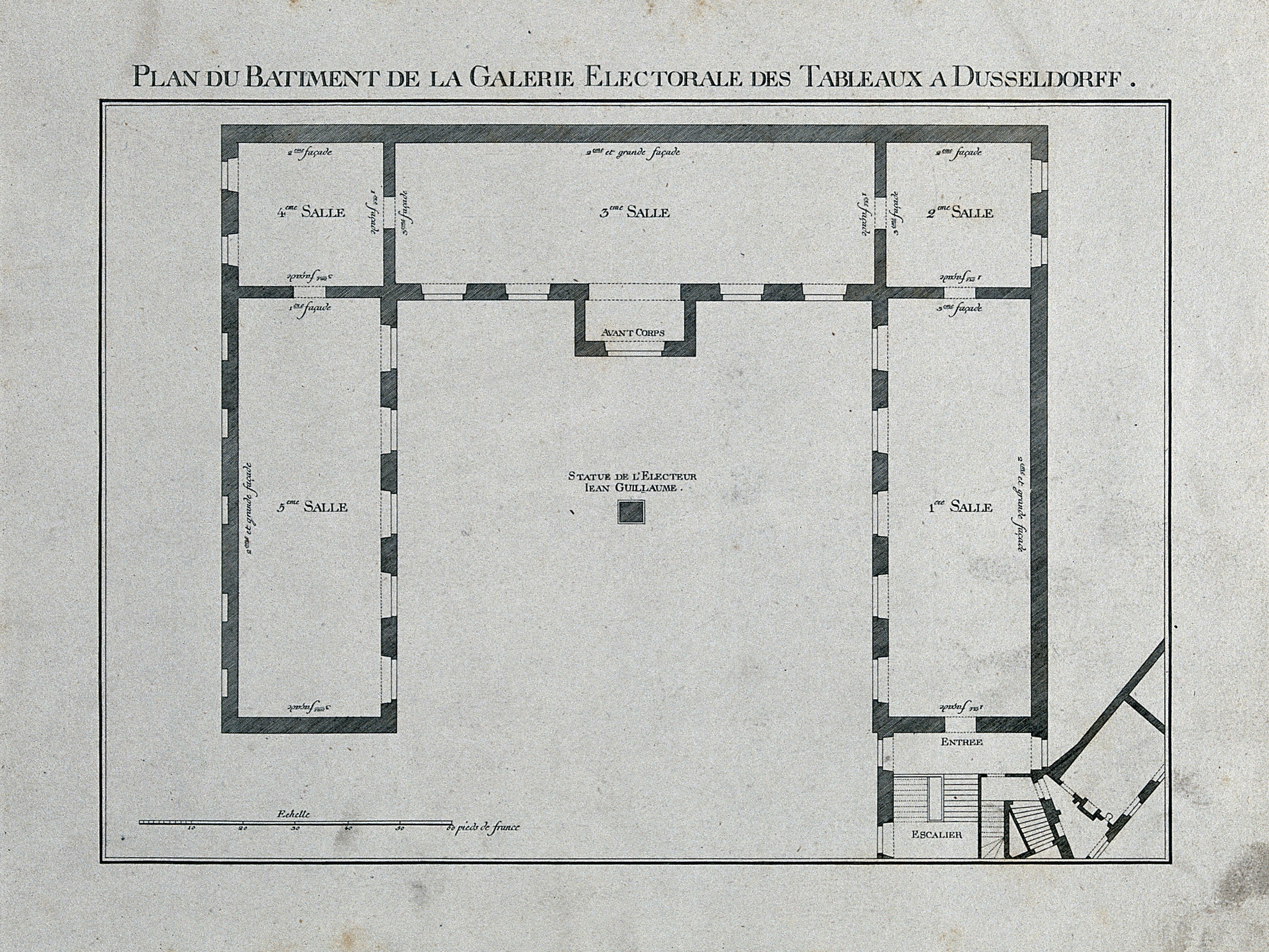
Darstellung des Grundrisses (1. Obergeschoss) der Gemäldegalerie Düsseldorf

La Galerie Électorale de Dusseldorff ou Catalogue raisonné et figuré de ses tableaux (deutsch ‚Die Kurfürstliche Galerie Düsseldorf oder Werkverzeichnis und Bildwerk ihrer Gemälde‘) ist ein Galeriewerk der Gemäldegalerie Düsseldorf, dessen erste Auflage 1778 von dem kurpfälzischen Architekten Nicolas de Pigage und dem Basler Kunsthändler Christian von Mechel in französischer Sprache herausgegeben wurde. Das Werk dokumentiert die fortschrittliche Hängung der Bilder unter Galeriedirektor Lambert Krahe.

## Geschichte
Die Gemäldegalerie Düsseldorf, die in ihrem ab etwa 1705 errichteten Galeriebau den Hauptteil der historischen Gemäldesammlung des Kurfürsten Johann Wilhelm von der Pfalz enthielt und vor allem wegen ihrer großen Rubens-Sammlung schon im 18. Jahrhundert als eine der bedeutendsten Kunstsammlungen ihrer Zeit galt, war nach dem Tod des Kurfürsten (1716) zuerst durch einen Gemäldekatalog ihres Inspektors Gerhard Joseph Karsch beschrieben worden, der 1719 erschien. Aus diesem Verzeichnis, das die einzelnen Werke bloß auflistete, ergibt sich, dass die Gemälde der verschiedenen europäischen Malschulen damals nach dekorativen Gesichtspunkten gemischt und dicht gehängt waren. In der Mitte des 18. Jahrhunderts suchte der Erbe des Kunstschatzes, Kurfürst Karl Theodor von Pfalz-Sulzbach, fachmännische Hilfe in Paris und beauftragte 1754 François-Louis Colins mit einer neuen Ordnung und der Abfassung eines korrigierten Kataloges, der 1756 im Druck erschien. Aus Colins’ Katalog ergibt sich, dass nur einige, kaum grundsätzliche Änderungen vorgenommen worden waren.
Dies änderte sich, nachdem der in Italien geschulte Maler Lambert Krahe 1756 das Amt des Inspektors der Gemäldegalerie Düsseldorf übernommen hatte. Infolge des Siebenjährigen Krieges, der 1758 auch Düsseldorf mit Kriegshandlungen bedrohte, ließ der Kurfürst die Sammlung durch Krahe nach Mannheim in Sicherheit bringen. Als Krahes Stellvertreter Anton Wisselinck sie 1762/1763 an ihren angestammten Platz zum Galeriegebäude am Düsseldorfer Schloss zurückbrachte, begann Krahe mit einem Budget von 20.000 Talern eine völlige Neueinrichtung. Seine neue fachmännische Ordnung nahm die verschiedenen Schulen der Malerei zur Grundlage der Hängung. Indem er den Werken flämischer und italienischer Maler sowie dem als „Genie des Nordens“ gefeierten Maler Peter Paul Rubens die großen Säle zuwies, betonte er kunsthistorische Zusammenhänge nach einem kuratorischen Konzept, das der Kunsthistoriker Thomas W. Gaehtgens als „eine moderne, geradezu museale Inszenierung“ charakterisierte. In den kleineren Eckräumen waren, gleichsam als Übergang von einer Schule zur anderen, Bilder unterschiedlicher Schulen untergebracht. Auch reduzierte Krahe die Dichte der Hängung, so dass durch Abstände zwischen den Bildern das einzelne Werk mehr für sich wirken konnte.
Des Weiteren bemühte sich Krahe darum, die von ihm kuratierte Gemäldegalerie durch ein Galeriewerk noch bekannter zu machen. Als geeignetes Beispiel dürfte ihm das in zwei Bänden 1753 und 1757 von Carl Heinrich von Heineken herausgegebene Galeriewerk der Dresdener Gemäldegalerie vor Augen gestanden haben. Damit entsprach er dem Repräsentationsbedürfnis seines Dienstherrn, der ihm am 10. Mai 1768 ein kurfürstliches Privileg erteilte. Darin war festgelegt, dass die Zeichnungen für das Kupferstichwerk, die Krahe von jungen Künstlern der 1762 gegründeten privaten Malschule in seinem Wohnhaus anfertigen ließ, dem Kurfürsten vorzulegen waren. Nachdem 1773 die Kunstakademie Düsseldorf gegründet worden war, wurden auch Zeichnungen, die Mitglieder der Akademie, etwa Joseph Brulliot und Joseph Erb, von den Galeriegemälden angefertigt hatten, für das Projekt herangezogen. Mangels qualifizierter Kupferstecher vor Ort mussten auswärtige Fachleute für die anspruchsvolle Reproduktionsgrafik angeworben werden. Vier Blätter des geplanten Galeriewerks ließ Krahe von dem Kupferstecher Johann Elias Haid fertigen. Da er damit nicht zufrieden war, versuchte er John Boydell zu gewinnen, was ihm aber nicht gelang. Offenbar knüpfte er auch einen Kontakt zu Valentine Green, dessen Galeriekatalog als Vorarbeit zu einem in Arbeit befindlichen Galeriewerk 1793 in London erschien.
Als Krahes Konkurrent nahm Nicolas de Pigage, der Hofarchitekt des Kurfürsten, ebenfalls die Arbeit zu einem Werk über die Düsseldorfer Gemäldegalerie auf. Eingebettet war dieses Projekt in eine geplante Reihe von Veröffentlichungen über die Bauten des Kurfürsten. Zustande kam davon jedoch nur das Werk La Galerie Électorale de Dusseldorff, das er 1778 zusammen mit dem Basler Kunstverleger Christian von Mechel herausgab. Nachweislich weilte Mechel bereits 1770 in Düsseldorf, um das Projekt zu entwickeln.
Während Krahe die Absicht verfolgte, dem Betrachter durch möglichst genaue Reproduktion der einzelnen Gemälde das Studium von Komposition und künstlerischer Handschrift zu ermöglichen, beschränkten sich Pigage und Mechel auf einen durchnummerierten Katalog mit Eckdaten und Bilderläuterungen in einem Textband sowie auf einen Bildband mit Kupferstichen zu dem Gebäude, die einen Gebäudeschnitt mit Ansicht der Hauptfassade, einen Grundriss und Gebäudeschnitte mit Wandansichten in Sälen und Treppenhaus darstellen. Die Abbildungen, die die an den Wänden hängenden Gemälde stark miniaturisieren, ähneln eher Architekturzeichnungen. Eine bestmögliche Reproduktionsgrafik der einzelnen Gemälde, wie sie Prachtbände im Coffee-Table-Format mit großen Einzelabbildungen der Werke ermöglichten, erzielten sie nicht. Allerdings kann man im Düsseldorfer Galeriewerk die meisten der einzelnen Gemälde trotz Miniaturisierung durchaus noch erkennen und sie den Ausführungen im Textband zuordnen. Unterstützt wird dieser Vorgang durch Beschriftungen auf den abgebildeten Gemälderahmen, die auf die Nummern der Bilderläuterungen des Textbandes verweisen. Als Verfasser bzw. Übersetzer der Bilderläuterungen im Textband wurde von der kunsthistorischen Forschung der Basler Literaturprofessor Jean-Charles Laveaux identifiziert.
Da nicht zu erwarten war, dass für zwei Publikationen über dieselbe Galerie genügend Käufer zu finden sein würden, dürfte Krahe mit der ihm durch das Vorhaben von Pigage und Mechel entstandenen Konkurrenz kaum erfreut gewesen sein. So gerieten Krahe und Pigage in einen Streit. Zugunsten seines Hofarchitekten entschied der Kurfürst, dass die Zeichnungen, die unter Krahes Regie bisher entstanden waren, dem Projekt von Pigage und Mechel zur Verfügung gestellt werden sollten.
Nachdem in Düsseldorf maßstabgerechte Aufrisse der Wände hergestellt und nach Basel geschickt worden waren, konnten verkleinerte Zeichnungen in dem proportional entsprechenden Format eingetragen oder eingeklebt werden. Ehe die Stiche für die einzelnen Wanddarstellungen gefertigt wurden, ließ Mechel Schwarz-Weiß-Aquarelle der Wandaufrisse malen, um gleichmäßige Tonwerte für die Stiche zu erzielen. Die reproduktionstechnischen Arbeiten bis zur Herstellung der Druckplatten, die nicht erhalten sind, waren außerordentlich anspruchsvoll. Zu den Mitarbeitern Mechels zählte Matthias Gottfried Eichler. Mehrere Stecher verließen Mechels Werkstatt wegen der schwierigen und unbefriedigenden Arbeitsbedingungen.
Als das Galeriewerk 1778 auf den Markt kam, wurde es keineswegs als Glanzleistung gefeiert. Vielmehr kritisierten die Zeitgenossen die geringe Größe der abgebildeten Gemälde, die zum Teil nur mit der Lupe zu identifizieren sind. Eine Würdigung der künstlerischen Qualität der Bilder konnte durch das kostspielige Druckwerk nicht erreicht werden. Dieses Urteil voraussehend, wiesen Pigage und Mechel bereits in der Einleitung zu dem Werk auf diesen Umstand hin. Ähnlich wie Salomon Kleiner, der 1728 die Gemäldehängung von Schloss Pommersfelden  anhand von Abbildungen einzelner Wände publiziert hatte, oder wie Matthias Oesterreich, der 1763 einen Katalog der Bildergalerie von Schloss Sanssouci herausgegeben hatte, konnten sie im Wesentlichen nur Bilder der Wände mit der Anordnung der Gemälde liefern. Wie Anton Joseph Prenners (1693–1761) in seinem Stichwerk Theatrum Artis Pictoriae (1728, 1730) schufen sie als Fortschritt gegenüber Kleiner und Oesterreich jedoch mehr als nur ein summarisches Abbild der Galerie.
Die Texte von Laveaux zu den einzelnen Gemälden zeigen ein Bemühen um Verständlichkeit und die Absicht, den Besuchern
einen Zugang zu den Gemälden zu verschaffen. Zwar in Französisch abgefasst, um einen internationalen Käufermarkt anzusprechen, aber durch einfache Sprache nicht auf eine bestimmte gesellschaftliche Schicht zielend, erscheint das Galeriewerk weniger als ein Produkt höfischer Repräsentation, sondern als ein Vorhaben der allgemeinen Bildung und insofern als typisches Produkt aus der Zeit der Aufklärung. Eine Neuauflage des Textes im Jahre 1781 in kleinerem Format zu niedrigem Preis entsprach diesem didaktischen Konzept und pädagogischen Anspruch.
Der Katalog eignete sich auch als kunsthistorisches Nachschlagewerk. So fand das Galeriewerk nicht nur Eingang in private, sondern auch öffentliche und wissenschaftliche Bibliotheken. Im Zusammenwirken mit anderen Galeriewerken förderte es die Anschauung der neugeordneten Galerien und bereitete so den Boden für die Entstehung des Faches Kunstgeschichte. Bis 1805, dem Jahr des von Kurfürst Maximilian IV. von Pfalz-Bayern angeordneten Abtransports der Kunstsammlung aus Düsseldorf, wurde das Galeriewerk mehrfach aufgelegt. Es erhöhte den Bekanntheitsgrad der Düsseldorfer Galerie und seiner Sammlung beträchtlich. Weil es ein Licht auf die musealen Intentionen von Krahe wirft, trug es maßgeblich zu dessen Ruhm als fortschrittlicher Kurator und Museumsleiter des 18. Jahrhunderts bei.